# Parsteiner See
De Parsteiner See is een meer in Brandenburg (district Barnim) en onderdeel van het biosfeerreservaat Schorfheide-Chorin. De oppervlakte van het meer is 10,8 km² en ligt 10 km ten zuiden van Angermünde. Er is een camping en een kunstmatig strandje.